# Benoni
Benoni è una città del Sudafrica, nella provincia del Gauteng.